# Cerkiew św. Mikołaja w Moskwie (Małyj tołmaczowskij pierieułok)
Cerkiew św. Mikołaja – prawosławna cerkiew w Moskwie, na Zamoskworieczju, pełniąca funkcje świątyni domowej przy Galerii Tretiakowskiej, równocześnie należąca do dekanatu moskworieckiego eparchii moskiewskiej miejskiej Rosyjskiego Kościoła Prawosławnego. Tradycyjnie nazywana cerkwią św. Mikołaja w Tołmaczach od dawnej nazwy dzielnicy, w której się znajduje. Miejsce przechowywania Włodzimierskiej Ikony Matki Bożej.

## Historia
Pierwsza informacja o istnieniu prawosławnej cerkwi w miejscu zajmowanym obecnie (początek XXI w.) przez świątynię pochodzi z 1625. Jest to wpis do księgi parafii Patriarszego Prikazu informujący o drewnianej cerkwi św. Mikołaja Cudotwórcy z bocznym ołtarzem św. Jana Chrzciciela. Cerkiew murowaną na tym miejscu zbudował w 1697 Longin Dobrynin. Główny ołtarz w nowej świątyni został wyświęcony na cześć Zesłania Ducha Świętego, zaś ołtarz św. Mikołaja znalazł się w obszernym przedsionku i pełnił funkcję ołtarza bocznego. W związku z tym, w latach 1697–1770 jako wezwanie świątyni wymieniano Zesłanie Ducha Świętego, następnie powrócono do starszego wezwania św. Mikołaja.
W 1770 do cerkwi dostawiono drugi boczny ołtarz Opieki Matki Bożej, ufundowany przez Diemidową, wdowę po kupcu I gildii. W 1834 według projektu Fiodora Szestakowa przebudowano przedsionek i wzniesiono dzwonnicę. Dwadzieścia dwa lata później odremontowano starszą część budynku – nawę i główny ołtarz. Koszty renowacji opłaciła Aleksandra Trietjakowa i jej synowie, w tym przedsiębiorca i kolekcjoner sztuki Paweł Trietjakow, twórca galerii nazwanej jego nazwiskiem, a równocześnie parafianin cerkwi św. Mikołaja.
Cerkiew była czynna do 1929, gdy została zamknięta dla celów liturgicznych. Nabożeństwa ponownie zaczęły się w niej odbywać w 1993, zaś 8 września 1996 patriarcha moskiewski i całej Rusi Aleksy II dokonał powtórnego poświęcenia głównego ołtarza. Prace renowacyjne, przywracające budowli wygląd sprzed rewolucji październikowej, zakończono rok później.

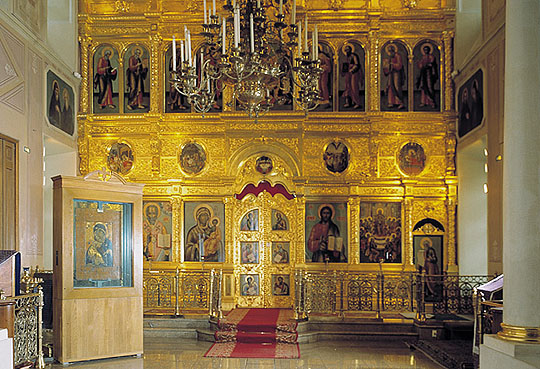
Ikonostas; po lewej stronie Włodzimierska Ikona Matki Bożej

W cerkwi, która poza czasem nabożeństw jest udostępniona do zwiedzania, wystawiona jest XII-wieczna Włodzimierska Ikona Matki Bożej, jeden z najbardziej czczonych wizerunków maryjnych w Rosyjskim Kościele Prawosławnym, a zarazem wzorzec dla powstających przez kolejne stulecia rosyjskich ikon Matki Bożej. Ikona ta w latach 1395–1917 znajdowała się w soborze Zaśnięcia Matki Bożej na Kremlu moskiewskim, zaś po rewolucji październikowej została przeniesiona do Galerii Tretiakowskiej. Z zabytków sztuki sakralnej, które umieszczono w muzeum, składa się większość wyposażenia cerkwi – ikony w dwóch ikonostasach, naczynia liturgiczne i krzyże ołtarzowe. W dniu Trójcy Świętej do świątyni wnoszona jest również ikona świąteczna napisana przez Andrieja Rublowa.

## Związani z cerkwią
W cerkwi św. Mikołaja służył jako diakon Fiodor Sołowjow, późniejszy schimnich Aleksy, starzec związany z pustelnią św. Zozyma i Smoleńskiej Ikony Matki Bożej w Arsakach, święty prawosławny. Świętym nowomęczennikiem w 2002 ogłoszony został ks. Ilja Czetwieruchin, ostatni proboszcz miejscowej parafii przed jej likwidacją w 1929, oraz Nikołaj Rejn, parafianin świątyni. Wielokrotnie w obiekcie służyli biskupi rosyjscy, w 1924 Świętej Liturgii przewodniczył patriarcha moskiewski i całej Rusi Tichon.